# Vladimir Monomakh (panserkrydser)
Vladimir Monomakh var en panserkrydser i Den Kejserlige Russiske Flåde. Panserkrydseren blev søsat i 1882 og var den hidtil hurtigste af sin art, og var dermed en trussel for den engelske søfart. Vladimir Monomakh blev ombygget i 1897-98 og fik blandt andet nye hurtigtskydende kanoner. Imidlertid var maskineriet på det tidspunkt slet ikke i stand til levere den oprindelige fart.
Hun indgik i Østersøflåden, men blev under den russisk-japanske krig overflyttet til Fjernøsten i 1905, hvor hun gik tabt.
Skibet er opkaldt efter Vladimir Monomakh, storfyrste af Kijev i det 11. århundrede.

## Tjeneste
Vladimir Monomakh blev, på trods af at den var over 20 år gammel, sendt med den tredje russiske stillehavseskadre fra Østersøen til Fjernøsten, hvor flådestyrken ankom i maj 1905 i et forsøg på at vende lykken i den russisk-japanske krig. Under slaget ved Tsushima blev skibet med sin ringe fart og begrænsede artilleri sendt ud på højre fløj for at beskytte de transport- og hjælpeskibe, der fulgte med den russiske flåde. Skibet blev derfor i første omgang ikke ramt af det japanske artilleri. Den følgende nat blev det imidlertid torpederet af japanske torpedobåde, og det var så hårdt medtaget, at kaptajnen gav ordre til at åbne søventilerne og sænke det.